# Samochód pancerny Peugeot (1918)
Der Samochód pancerny Peugeot 1918 war ein leichtes gepanzertes Automobil, das von Polen im Jahre 1920 beschafft wurde und bis 1928 das Standardfahrzeug der polnischen Armee war. Während des Überfalls auf Polen kamen einige dieser Fahrzeuge im Dienst der polnischen Polizei noch zum Einsatz.

## Geschichte und Beschreibung
1919 plante die polnische Regierung gepanzerte Fahrzeuge von der französischen Firma Peugeot zu erwerben, was aber aufgrund des Polnisch-Sowjetischen Krieges nicht gelang. Erst im Oktober 1920 kamen 18 Automobile, die per Schiff nach Polen geliefert wurden, an.
Die Fahrzeuge waren Panzerwagen des Typs AM 18CV (MG-Wagen) und AC 18CV (Kanonen-Wagen). Als Basis nahm man das Chassis des Peugeot 146 Pkws. Diese Panzerwagen wurden schon im Ersten Weltkrieg auf französischer Seite eingesetzt.
Nur drei der nach Polen gelieferten Wagen hatten in Frankreich eine Bewaffnung erhalten. Diese bestand aus einem 8-mm-Hotchkiss-wz.14-Maschinengewehr. Die 15 anderen Panzer wurden erst durch die polnische Armee bewaffnet, wobei sechs Fahrzeuge eine französische 37-mm-Kanone Modell SA-18 Puteaux L/21 erhielten, während die restlichen mit dem Hotchkiss-wz.14-MG ausgestattet wurden.
In den 1930er-Jahren wurden die MGs des Typs wz.14 durch solche des Typs wz.25 ausgetauscht. Es war eine Exportvariante des ursprünglichen Hotchkiss-MGs und hatte ein Kaliber von 7,92 mm.
Die Panzerung bestand aus 5,5 mm dicken Blechen, die miteinander vernietet waren. Der Boden war ungepanzert. Der Kampfraum war nach oben hin offen ausgeführt.
Beim späteren Einsatz zeigte sich, dass die Wagen trotz der dünnen Panzerung überlastet waren. Daraufhin wurden die Achsen verstärkt. Von der geplanten Überdachung des Kampfraumes sah man ab, da hierdurch eine erneute Überlastung des Fahrgestells aufgetreten wäre.

## Einsätze

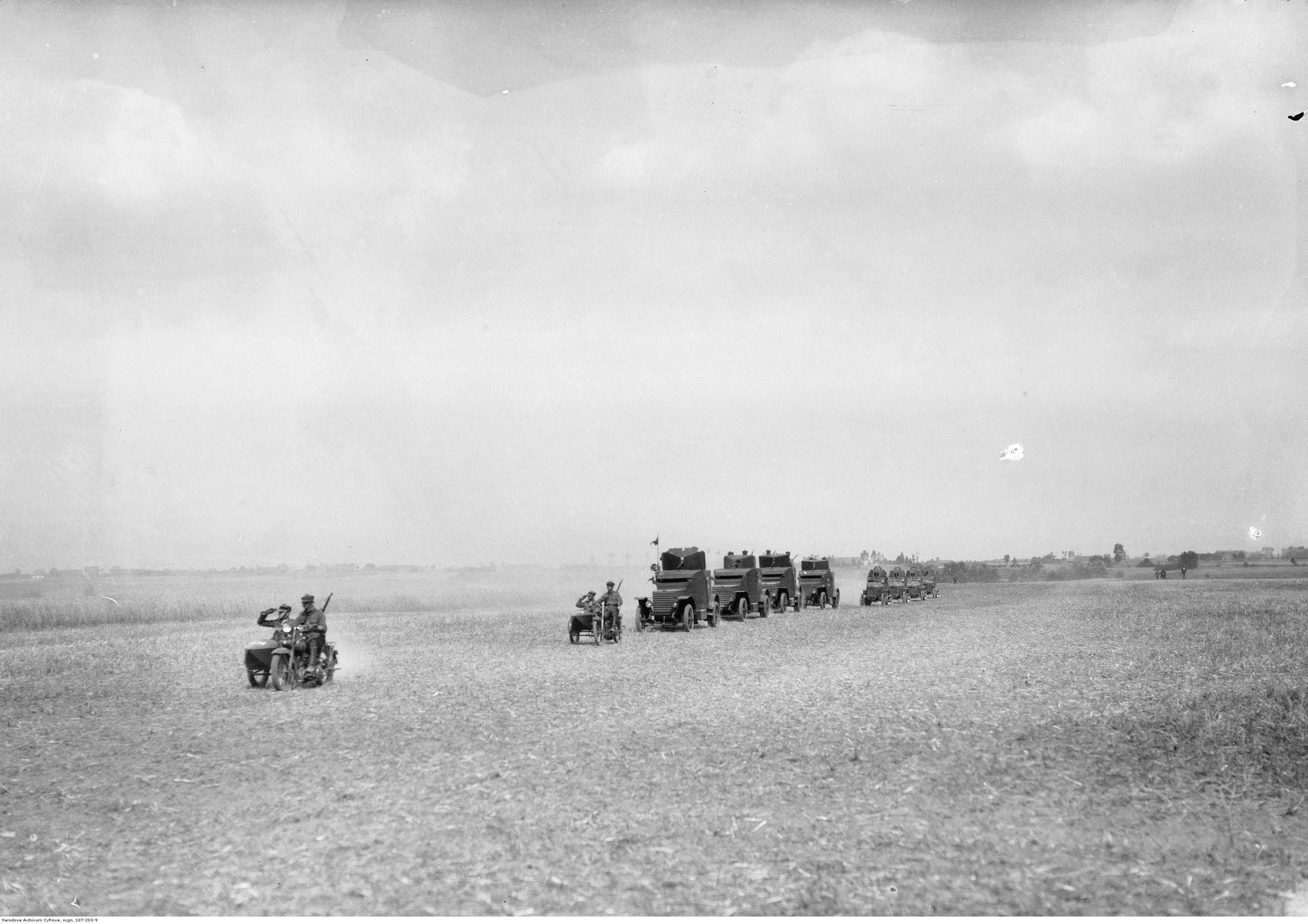

Nach der Ankunft in Polen wurden die Panzerwagen auf drei Fahrzeugabteilungen verteilt. Ein Einsatz im Polnisch-Sowjetischen Krieg erfolgte nicht mehr. Stattdessen wurden die Panzer zur Ausbildung benutzt. Ab 1928 wurden sie nach und nach aufgrund ihrer veralteten Technik durch den Samochód pancerny wz. 28 ersetzt. Bis 1935 wurden noch zwölf der Wagen zur Ausbildung verwendet, bevor sie endgültig bei der polnischen Armee ausschieden. Drei Fahrzeuge wurden an Portugal verkauft, wo sie zum Polizeieinsatz herangezogen wurden. Die anderen Fahrzeuge wurden an die polnische Polizei weitergegeben. Einige dieser Panzerwagen kamen deshalb noch während des deutschen Überfalls auf Polen zum Einsatz. Am 1. September 1939 wurde mit Hilfe der Peugeots das Kraftwerk in Chorzów gegen das deutsche Freikorps verteidigt. Dabei wurde eines der Fahrzeuge durch Handgranaten zerstört.